# Fernando Tambroni
Fernando Tambroni Armaroli (ur. 25 listopada 1901 w Ascoli Piceno, zm. 18 lutego 1963 w Rzymie) – włoski polityk i prawnik, parlamentarzysta, minister w kilku rządach, w 1960 przez cztery miesiące premier Włoch.

## Życiorys
W wieku około 18 lat wstąpił do Włoskiej Partii Ludowej, kilka lat później został jej sekretarzem w prowincji Ankona. Należał później do Narodowej Partii Faszystowskiej. Ukończył w międzyczasie studia prawnicze, po których rozpoczął karierę zawodową jako adwokat.
W 1943 organizował struktury Chrześcijańskiej Demokracji w regionie Marche. W 1946 został wybrany do zgromadzenia konstytucyjnego, które działało do 1948. Następnie uzyskiwał mandat posła do Izby Deputowanych I, II i III kadencji. Obejmował liczne funkcje rządowe – był ministrem marynarki handlowej (1953–1955), ministrem spraw wewnętrznych (1955–1959), ministrem ds. budżetu i p.o. ministra skarbu (1959–1960).
25 marca 1960 stanął na czele włoskiego rządu tworzonego przez Chrześcijańską Demokrację. Należał do prawicowego skrzydła partii, oponował przeciwko jakiejkolwiek współpracy z lewicą, otrzymywał natomiast poparcie od Włoskiego Ruchu Socjalnego (MSI), wywodzącego się z ruchu faszystowskiego. Fernando Tambroni wyraził zgodę na organizację kongresu krajowego MSI w Genui, mieście z tradycjami antyfaszystowskimi. Doprowadziło to do demonstracji w różnych miastach, a następnie do zamieszek. Krytykowany za podejmowane decyzje premier podał się do dymisji w lipcu tego samego roku. Pozostał posłem do Izby Deputowanych, zmarł pod koniec III kadencji.